# 克里斯·巴希特
克里斯多福·M·巴希特（英語：Christopher M. Bassitt，1989年2月22日—），為美國職棒大聯盟的投手，目前效力於多倫多藍鳥。他先前曾效力過白襪、運動家與大都會等隊。

## 職業生涯

### 芝加哥白襪
2014年8月30日，巴希特登上大聯盟。整季他出賽6場比賽，防禦率為3.94。球季結束後，他到亞利桑那球季聯盟繼續磨練。他出賽13場比賽，防禦率僅0.69。

### 奧克蘭運動家
2014年球季結束後，白襪將巴希特、喬許·菲格利、馬可斯·塞米恩和Rangel Ravelo交易到運動家，換來Jeff Samardzija和Michael Ynoa。2015年，巴希特從3A出發，並在4月23日登上大聯盟。整季他拿下1勝8敗，防禦率3.56。
2016年，巴希特先發5場比賽，吞下2敗，防禦率為6.11。5月5日，他進行湯米約翰手術，導致剩餘球季和2017年球季全部報銷。2018年6月9日，巴希特重返先發輪值。2019年3月26日，他因為腿傷而進入傷兵名單。整季他拿下10勝5敗。
2020年，他拿下5勝2敗，防禦率2.29。而他也在9月份先發4場比賽拿下3勝，26.2局投球僅失1分，因此榮獲美聯單月最佳投手。
2021年5月27日，巴希特拿下生涯首場完投勝。8月17日，他被強襲球擊中臉部後退場，並在9月23日傷癒回歸。

### 紐約大都會
2022年3月12日，運動家將巴希特交易到大都會，換來J.T. Ginn及Adam Oller。

## 個人生活
巴希特高中時也打過籃球，是棒籃雙棲的運動員。

## 外部連結
- 球員資訊和成績在MLB ，ESPN ，Retrosheet ，Baseball Reference ，Baseball Reference (Minors) ，Fangraphs ，The Baseball Cube （英文）